# Desiree Akhavan
Jordana Desiree Bahar Akhavan (née le 27 décembre 1984  à New York) est une actrice, réalisatrice, scénariste et productrice irano-américaine.
Elle est surtout connue pour ses longs métrage Appropriate Behavior (2014) et Come as you are (The Miseducation of Cameron Post) sorti en 2018. Elle fait également une apparition dans le film d'horreur Creep 2.

## Biographie
Desirée Akhavan nait à New York en 1984. Ses parents immigrent aux États-Unis en 1979 à la suite de la Révolution iranienne. Elle indique dans plusieurs interviews que sa famille se considère comme américaine, son père ne se rendant plus jamais en Iran depuis les années 80.
Desiree Akhavan s'est familiarisée à la culture américaine par le biais d'émission TV et de films. Elle commence à écrire à l'âge de 10 ans et joue dans des pièces de théâtre dès 13 ans,.
Desiree Akhavan se déclare ouvertement bisexuelle.

## Filmographie
| année     | film                                               | réalisatrice | scénariste | productrice | monteuse | actrice | notes           |
| --------- | -------------------------------------------------- | ------------ | ---------- | ----------- | -------- | ------- | --------------- |
| 2010      | Nose Job                                           | Oui          | Oui        | Oui         |          |         | court métrage   |
| 2010-2012 | The Slope                                          | Oui          | Oui        | Oui         | Oui      | Desiree | web-série       |
| 2014      | Appropriate Behavior                               | Oui          | Oui        |             |          | Shirin  | long métrage    |
| 2015      | Girls                                              |              |            |             |          | Chandra | série télévisée |
| 2016      | The Circuit                                        |              |            |             |          | Angie   | téléfilm        |
| 2017      | Creep 2                                            |              |            |             |          | Sara    | long métrage    |
| 2018      | Come as You Are (The Miseducation of Cameron Post) | Oui          | Oui        | Oui         |          |         | long métrage    |
| 2016-2018 | Flowers                                            |              |            |             |          | Carol   | série télévisée |
| 2018      | The Bisexual                                       | Oui          | Oui        |             |          | Leila   | série télévisée |